# Europäisches Olympisches Winter-Jugendfestival 2019/Ski Alpin
Beim Europäischen Olympischen Winter-Jugendfestival 2019 wurden fünf Wettbewerbe im Ski Alpin in Sarajevo ausgetragen.

## Medaillenspiegel
| Platz | Land       | Gold | Silber | Bronze | Gesamt |
| ----- | ---------- | ---- | ------ | ------ | ------ |
| 1     | Österreich | 3    | 1      | 1      | 4      |
| 2     | Frankreich | 1    | 1      | 2      | 4      |
| 2     | Norwegen   | 1    | –      | 2      | 3      |
| 4     | Italien    | –    | 1      | –      | 1      |
| 4     | Russland   | –    | 1      | –      | 1      |
| 4     | Slowenien  | –    | 1      | –      | 1      |

## Medaillengewinner
| Konkurrenz   | Gold                      | Silber          | Bronze                       |
| ------------ | ------------------------- | --------------- | ---------------------------- |
| Riesenslalom | Andreas Soensterud Amdahl | Nikita Kazazaev | Pablo Banfi Matteo Bendotti  |
| Slalom       | Joshua Sturm              | Manuel Ploner   | Oscar Zimmer Lukas Feurstein |

| Konkurrenz   | Gold            | Silber       | Bronze          |
| ------------ | --------------- | ------------ | --------------- |
| Riesenslalom | Magdalena Egger | Rebeka Oblak | Axelle Chevrier |
| Slalom       | Magdalena Egger | Marie Lamure | Marion Chevrier |

Mixed
| Konkurrenz            | Gold                                                            | Silber                                                                  | Bronze                                                                           |
| --------------------- | --------------------------------------------------------------- | ----------------------------------------------------------------------- | -------------------------------------------------------------------------------- |
| Mannschaftswettbewerb | FrankreichMarie Lamure Caitlin McFarlane Pablo Banfi Léo Ducros | ÖsterreichMagdalena Egger Amanda Salzgeber Joshua Sturm Lukas Feurstein | NorwegenSofie Aam Olsen Anna Bryn Mørkeset Oscar Zimmer Andreas Sønsterud Amdahl |

## Ergebnisse Männer

### Riesenslalom
| Platz | Land | Sportler                  | Zeit (min) |
| ----- | ---- | ------------------------- | ---------- |
| 1     | NOR  | Andreas Soensterud Amdahl | 2:09,95    |
| 2     | RUS  | Nikita Kazazaev           | 2:10,02    |
| 3     | FRA  | Pablo Banfi               | 2:10,23    |
| 3     | ITA  | Matteo Bendotti           | 2:10,23    |
| 5     | AUT  | Joshua Sturm              | 2:10,32    |
| 6     | FIN  | Salomo Sirvio             | 2:10,36    |
| 7     | GER  | Severin Thiele            | 2:10,47    |
| 8     | FRA  | Leo Ducros                | 2:10,54    |
| 9     | GER  | Linus Witte               | 2:10,69    |
| 10    | NOR  | Oscar Zimmer              | 2:10,74    |

Datum: 14. Februar Starthöhe: 324 m, Zielhöhe: 184 m
Kurssetzer 1. Lauf: Hubert Heimer  SUI

Kurssetzer 2. Lauf: Alexander Guadagnini   ITA

### Slalom
| Platz | Land | Sportler          | Zeit (min) |
| ----- | ---- | ----------------- | ---------- |
| 1     | AUT  | Joshua Sturm      | 1:52,05    |
| 2     | ITA  | Manuel Ploner     | 1:53,39    |
| 3     | AUT  | Lukas Feurstein   | 1:53,42    |
| 3     | NOR  | Oscar Zimmer      | 1:53,42    |
| 5     | ITA  | Matteo Bendotti   | 1:54,20    |
| 6     | GER  | Linus Witte       | 1:54,35    |
| 7     | RUS  | Nikita Kazazaev   | 1:55,04    |
| 8     | FIN  | Jaakko Tapanainen | 1:55,42    |
| 9     | BUL  | Kalin Zlatkov     | 1:55,43    |
| 10    | ITA  | Giovanni Franzoni | 1:55,49    |

Datum: 12. Februar Starthöhe: 324 m, Zielhöhe: 184 m
Kurssetzer 1. Lauf: Markus Eberle  GER

Kurssetzer 2. Lauf: Alexander Berthold  AUT

## Ergebnisse Damen

### Riesenslalom
| Platz | Land | Sportler          | Zeit (min) |
| ----- | ---- | ----------------- | ---------- |
| 1     | AUT  | Magdalena Egger   | 2:16,38    |
| 2     | SLO  | Rebeka Oblak      | 2:19,00    |
| 3     | FRA  | Axelle Chevrier   | 2:19,02    |
| 4     | AUT  | Tina Schädle      | 2:19,05    |
| 5     | GER  | Paulina Schlosser | 2:19,39    |
| 6     | GER  | Lea Klein         | 2:19,41    |
| 7     | SUI  | Lara Baumann      | 2:19,45    |
| 8     | POL  | Magdalena Łuczak  | 2:19,48    |
| 9     | RUS  | Polina Melnikova  | 2:19,89    |
| 10    | GER  | Lucy Margreiter   | 2:19,90    |

Datum: 13. Februar Starthöhe: 324 m, Zielhöhe: 184 m
Kurssetzer 1. Lauf: Ales Roglej  SLO

Kurssetzer 2. Lauf: Ivan Illianovsky  FRA

### Slalom
| Platz | Land | Sportler          | Zeit (min) |
| ----- | ---- | ----------------- | ---------- |
| 1     | AUT  | Magdalena Egger   | 1:40,70    |
| 2     | FRA  | Marie Lamure      | 1:41,10    |
| 3     | FRA  | Marion Chevrier   | 1:43,43    |
| 4     | GER  | Paulina Schlosser | 1:43,78    |
| 5     | RUS  | Polina Melnikova  | 1:44,02    |
| 6     | AUT  | Amanda Salzgeber  | 1:44,17    |
| 7     | FRA  | Axelle Chevrier   | 1:44,46    |
| 8     | GBR  | Sarah Woodward    | 1:44,67    |
| 9     | SUI  | Julie Trummer     | 1:44,68    |
| 9     | HUN  | Zita Tóth         | 1:44,68    |

Datum:11. Februar Starthöhe: 324 m, Zielhöhe: 184 m
Kurssetzer 1. Lauf: Davor Lazeta  FIN

Kurssetzer 2. Lauf: Igor Lajkert  NOR

## Teamwettbewerb

### Ergebnis
Datum: 24. März
| Platz | Land        |
| ----- | ----------- |
| 01    | Frankreich  |
| 02    | Österreich  |
| 03    | Norwegen    |
| 04    | Deutschland |